# Sepsis luteipes
Sepsis luteipes är en tvåvingeart som beskrevs av Axel Leonard Melander och Arnold Spuler 1917. Sepsis luteipes ingår i släktet Sepsis och familjen svängflugor. Arten är reproducerande i Sverige. Inga underarter finns listade i Catalogue of Life.